# تنوع نمک زندگی است
تنوع نمک زندگی است (انگلیسی: Variety Is the Spice of Life؛ ‏ سوئدی: Ombyte förnöjer) یک فیلم کمدی سوئدی به کارگردانی گوستاف مولاندر است که در سال ۱۹۳۹ منتشر شد. از بازیگران این فیلم می‌توان به توتا رولف اشاره کرد.

## خلاصه داستان
یک زن خانه‌دار معمولی وقتی می‌بیند که شوهر آهنگسازش نسبت به او سرد شده‌است، به یک شهرآشوب اغواکننده تبدیل می‌شود تا سعی کند عشق او را دوباره به دست آورد.